# Dingelsundet
Dingelsundet är en bebyggelse i Västerstrands distrikt i Karlstads kommun, Värmlands län. SCB avgränsade här en småort till 2023, då området kom att klassas som en del av tätorten Karlstad.